# Noctua hoegei
Noctua hoegei là một loài bướm đêm trong họ Noctuidae.